# Želeč, Prostějov
Želeč là một làng thuộc huyện Prostějov, vùng Olomoucký, Cộng hòa Séc.